# Эри (канал)
Э́ри, также Э́ри-кана́л (англ. Erie Canal) — канал в штате Нью-Йорк (США), связывающий систему Великих озёр с Атлантическим океаном через реку Гудзон.

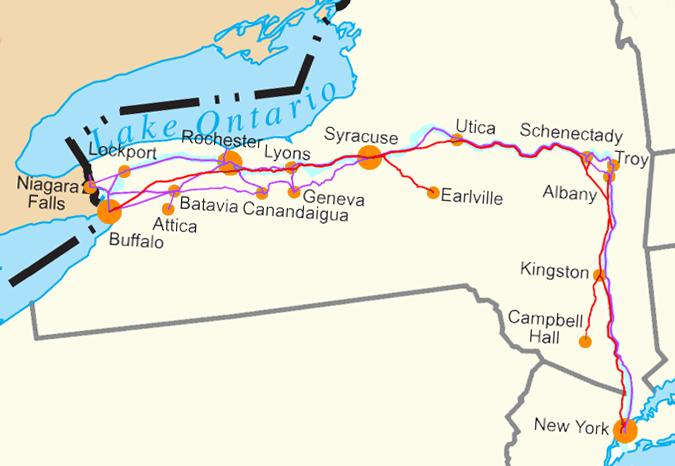
Канал Эри на карте США (голубая линия)

Длина канала от города Буффало на озере Эри до города Кохос у впадения включённой в канал реки Мохок в реку Гудзон составляет свыше 540 км. Ширина — около 50 м.
Канал был построен в 1817—1825 годах, после неоднократно реконструировался. В середине XIX века играл важнейшую роль в освоении внутренних районов США. Так, снижение времени в пути привело к росту торговли между штатами Среднего Запада и штатом Нью-Йорк, что, в том числе, привело к падению цен на продукты питания в Нью-Йорке, в результате чего за 10 лет население города выросло вдвое.